# El ascensor artificioso
El ascensor artificioso es la sexta novela de la serie Una serie de eventos desafortunados por Lemony Snicket.

## Argumento
Cuando la historia comienza, el Sr. Poe lleva a los huérfanos Baudelaire con sus nuevos tutores. Mientras se aproximan al número 667 de la Avenida Oscura, el nuevo hogar de los Baudelaire, ven unos altos y enormes árboles que bloquean la luz del sol. El portero, quien viste un largo abrigo que cubre sus manos, les explica que no pueden utilizar los ascensores para llegar al ático donde viven sus tutores, y no porque esté fuera de servicio, sino porque los vecinos recientemente decidieron que los ascensores y las luces ya no son lo "in". El Sr. Poe -- promovido recientemente a vicepresidente de su banco a cargo de asuntos de huérfanos -- parte en un helicóptero en busca de Duncan e Isadora Quagmire, dejando a los huérfanos Baudelaire subir 48 u 84 pisos hacia el ático.
Después de una detallada descripción del largo, marzo oscuro hacia arriba, los Baudelaire llegan al ático. Al abrirse la puerta, son recibidos por Jerome Miseria quien los conduce a través de varias habitaciones tan oscuras como la calle y el vestíbulo. Les ofrece un martinis acuosos, que consisten en agua fresca y una aceituna y los presenta con su esposa Esmé Miseria quien aparte de ser una persona muy "in", rigiendo constantemente casi todos los aspectos de su vida sobre la base de lo que esté "in" o "out", también es la sexta asesora financiera más importante de la ciudad. Ella les explica todo lo que es "in" o lo que se lleva, y lo que no "out,"  tal como los huérfanos que son lo "in".  Más tarde reciben una llamada diciéndoles que ahora la luz es lo "in" y la oscuridad es lo "out". Pronto los huérfanos descubren que las expresiones "in" y "out" son usadas para referirse a lo que está de moda, y a lo que no lo está, respectivamente. Los niños se preguntaron qué pasaría si los huérfanos fueran lo "out", ya que por lo visto esa fue la única razón por la que fueron adoptados. Después fueron llevados a sus habitaciones. Violet escogió la habitación que tenía una mesa de trabajo aunque las herramientas estaban "out". Klaus escogió la habitación situada junto a la biblioteca que está llena de libros "in" sobre lo que está "in".
Después Esmé mencionó que estaba aburrida de escuchar como se preocupaban los Baudelaires de los trillizos Quagmire. Ella les dio trajes de raya diplomática que les había comprado por lo "in" que son. Y aunque los trajes de raya diplomática eran muy grandes tenían que ponérselos de todas formas. Esmé mencionó que irían a Café Salmonela, un restaurante muy "in". Mientras que ella se quedará en el ático con Gunther para discutir sobre una subasta "in", la cual ella explicó que era una subasta donde se vende todo lo que es "in". Les comentó que Gunther sería el subastador.  
Los Baudelaire estaban intentando ponerse sus trajes de raya diplomática cuando Gunther se aproxima con el elemento sorpresa. Rápidamente se dieron cuenta de que él era el Conde Olaf. Tenía un monóculo que escondía su ceja y botas que escondían su tatuaje del ojo. Utilizaba un raro acento y vestía un traje de raya diplomática para ser "in". Después Esmé y Jerome llegan y Jerome se los lleva al restaurante. El café resultó ser el más repugnante. 
Cuando llegan a casa el portero dice que nadie tiene permitido subir al ático hasta que Gunther se fuese y dijo que aún no lo hacía. Jerome le explicó que tal vez ya venía en camino y por lo tanto los dejó subir. Cuando llegaron al ático Esmé les dijo que Gunther ya se había ido desde hace tiempo.
Al día siguiente Jerome les ofrece a los niños llevarlos con un sastre para que les arreglen sus trajes, pero Esmé le ordena que debe ir por la nueva bebida "in", soda de perejil. Así que los niños se quedan solos y deciden explorar el ático en busca de Gunther. No encuentran nada, así que deciden buscarlo en los otros apartamentos escuchando a través de las puertas. Llegaran hasta abajo y no descubrieron nada, más que el hecho de que la finca tenía 66 pisos. El portero se encontraba colgando decoraciones sobre el ascensor y entonces Klaus empezó a pensar fijamente. En ese momento Esmé y Jerome llegan con cajas de soda de perejil. Mientras empezaban a subir por la escalera Esmé empezó a hablar, Klaus estaba pensando, y los demás estaban callados. 
Esa noche Klaus les dice a sus hermanas que existe un ascensor en cada piso a excepción del último piso, el cual tiene dos. Ellos van a investigar y descubren que uno de ellos es un ascensor artificioso. Después construyen una soga artificiosa hecha de cables, corbatas, y cortinas. Escalan hacia abajo y encuentran a los Quagmire encerrados en una jaula grande. Dicen que Gunther tiene planeado meterlos dentro de un objeto y en la subasta uno de sus secuaces hará una oferta muy alta para así pasarlos de contrabando fuera de la ciudad. Violet dice que puede construir algo que derrita y doble los barrotes de la jaula de metal pero necesita subir para buscar lo que necesita. Encuentran tres tenazas para el fuego y las calientan en uno de los 50 o tantos hornos del ático. Escalan de regreso y descubren que de nuevo los Quagmire han sido llevados por el Conde Olaf. Ya muy afligidos los niños regresan al ático. 
Allí encuentran una nota de Jerome que dice que ha salido y que Esmé los llevará a la subasta. Klaus decide echar un vistazo al catálogo de la subasta para ver si puede encontrar el lote en el que los Quagmire son escondidos. Descubre el lote #50, llamado V.F.D. Cuando ellos van y le cuentan a Esmé, ella dice estar de acuerdo con ellos. Tranquilamente salen de la puerta y ella los dirige hacia el ascensor artificioso. Abre la puerta y los empuja hacia el pozo. Pero no chocan contra el suelo. Chocan contra una red y quedan atrapados. Esmé se ríe y dice que Olaf es una maravillosa persona y que él era su maestro de actuación. Ella los deja y se va a la subasta. 
Sunny utiliza sus dientes y escala fuera del pozo. Violet le dice que tome la soga artificiosa y que salte hacia ellos. Sunny muerde y hace un agujero en la red y atan la soga a las perchas que sostienen la red. Escalan a través del agujero hasta llegar al fondo. En el fondo se encuentran las artificiosas antorchas de soldadura de Violet. Las utilizan como luces para viajar a través del pasillo. Cuando llegan al final del largo pasillo no saben qué hacer. Y cuando intentan llamar la atención golpeando el techo caen cenizas. Descubren que hay una puerta atascada y utilizan sus tenazas como palancas para abrir la puerta. Funciona y cuando salen encuentran la Mansión Baudelaire que había sido incendiada.
Se apresuran y corren al vestíbulo Veblen (donde la subasta está siendo realizada) y entran. Encuentran una enorme multitud de gente entre ellos el Sr. Poe junto con Jerome. Gunther y Esmé estaban en el escenario en ese momento subastando el lote #46. Ellos le dicen a Jerome y al Sr. Poe que les compren el lote #50. Entonces el lote #48 (la cual era una estatua con un arenque rojo) fue comprado por el portero. El le dice a su "jefe" que se encontraban ahí. Gunther se salta el lote #49 y menciona el lote #50 la cual era una gran caja. El Sr. Poe y Jerome se echan para atrás y entonces Sunny ofrece 1,000 dólares. Los Baudelaire suben al escenario y desgarran la caja para revelar unas Vistosas blondas para Fiestas Decorativas, V.F.D , en el original Very Fancy Doilies, blondas (o tapetes) decorativos muy lujosos. La historia termina donde Esmé se escapa con el Conde Olaf (su identidad es revelada cuando resbala con uno de los tapetes y sus botas y su monóculo salen volando), Jerome renuncia como su tutor, el portero es el Hombre con ganchos en vez de manos, y los Quagmire se encontraban en el arenque rojo.